# MIDI Maze
MIDI Maze (renommé Faceball 2000 pour les portages) est un jeu vidéo sorti en 1987, développé par Xanth Software F/X et édité par Hybrid Arts. Il s'agit du premier jeu de tir à la première personne à proposer un mode match à mort multijoueur en réseau local jusqu'à 16 joueurs. Il s'agit également du premier jeu de tir à la première personne multiplates-formes et sur console de jeux vidéo.

## Système de jeu
MIDI Maze est l'un des premiers jeux de l'Atari ST. Comme Maze War, il s'agit d'un jeu de labyrinthe à la première personne, avec des personnages ressemblant à Pac-Man,. Il est le premier jeu sur un ordinateur personnel à proposer du multijoueur en réseau local jusqu'à 16 joueurs, grâce à l'interface MIDI de l'Atari ST,. C'est également le premier jeu de tir à la première personne à proposer un mode de jeu Match à mort, aujourd'hui présent sur la plupart des jeux du genre.

## Faceball 2000
Renommé Faceball 2000, le jeu fut porté en 1991 par Xanth Software F/X et édité par Bullet-Proof Software sur plusieurs machines, dont la Game Boy et la Super Nintendo, ce qui en fait le premier jeu de tir à la première personne sur machine portable, sur console et multiplate-forme.